# دانيال روساس
دانيال روساس (بالإسبانية: Daniel Rosas)‏ مواليد 18 سبتمبر 1989 في مدينة مكسيكو، المكسيك، هو ملاكم محترف مكسيكي يصنف ضمن فئة وزن الديك.

## المسيرة الاحترافية
من نزالاته:
- انتصر على خوان ألبرتو روساس (26-10-2013).

## إحصائيات
خاض خلال مسيرته 24 نزالا، فاز في 20 وتعادل في 1 وخسر في 3. فاز بالضربة القاضية في 12 نزالا.

## روابط خارجية
- دانيال روساس على موقع بوكس ريك (الإنجليزية) (registration required)